# NGC 3186
NGC 3186 je galaksija u zviježđu Lavu.

## Vanjske poveznice
- SEDS: NGC 3186